# Азотно-заміщена вакансія
Азотно-заміщена вакансія (також NV-центр) — один із численних точкових дефектів в алмазі. Найбільш дослідженою та корисною властивістю є фотолюмінесценція, яку можна легко виявити в окремому NV-центрі, особливо в стані негативного заряду (NV-). Спінами електронів у NV-центрах, локалізованими в атомних масштабах, можна маніпулювати при кімнатній температурі, застосовуючи магнітне поле, електричне поле, мікрохвильове випромінювання або світло, або їх комбінацію, що призводить до різких резонансів інтенсивності та довжини хвилі фотолюмінесценції. Ці резонанси можна пояснити термінами, пов'язаними з спіном електронів, такими як квантове заплутування, спін-орбітальна взаємодія та коливання Рабі, та проаналізувати за допомогою розвинутої теорії квантової оптики. Окремий NV-центр можна розглядати як основну одиницю квантового комп'ютера, і він має потенційні можливості в нових, більш ефективних галузях електроніки та обчислювальної науки, включаючи квантову криптографію, спінтроніку, та мазери.

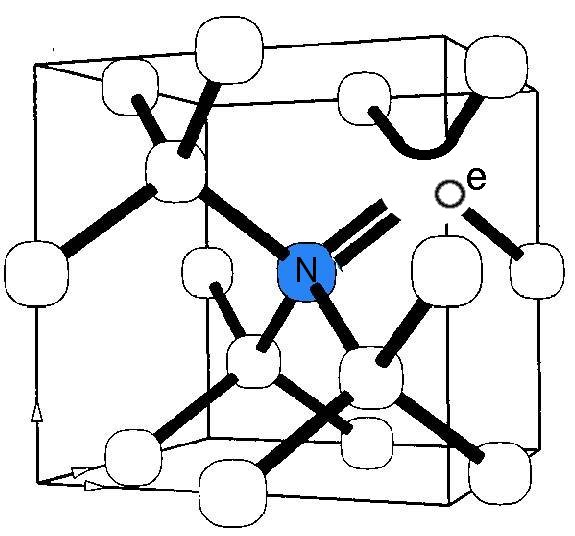
Спрощена атомна структура NV^{−}-центра

## Структура
Азотно-заміщена вакансія — це точковий дефект у кристалічній решітці алмазу. Вона складається з найближчого сусіда атома азоту, який замінює атом вуглецю, та вакансії решітки.

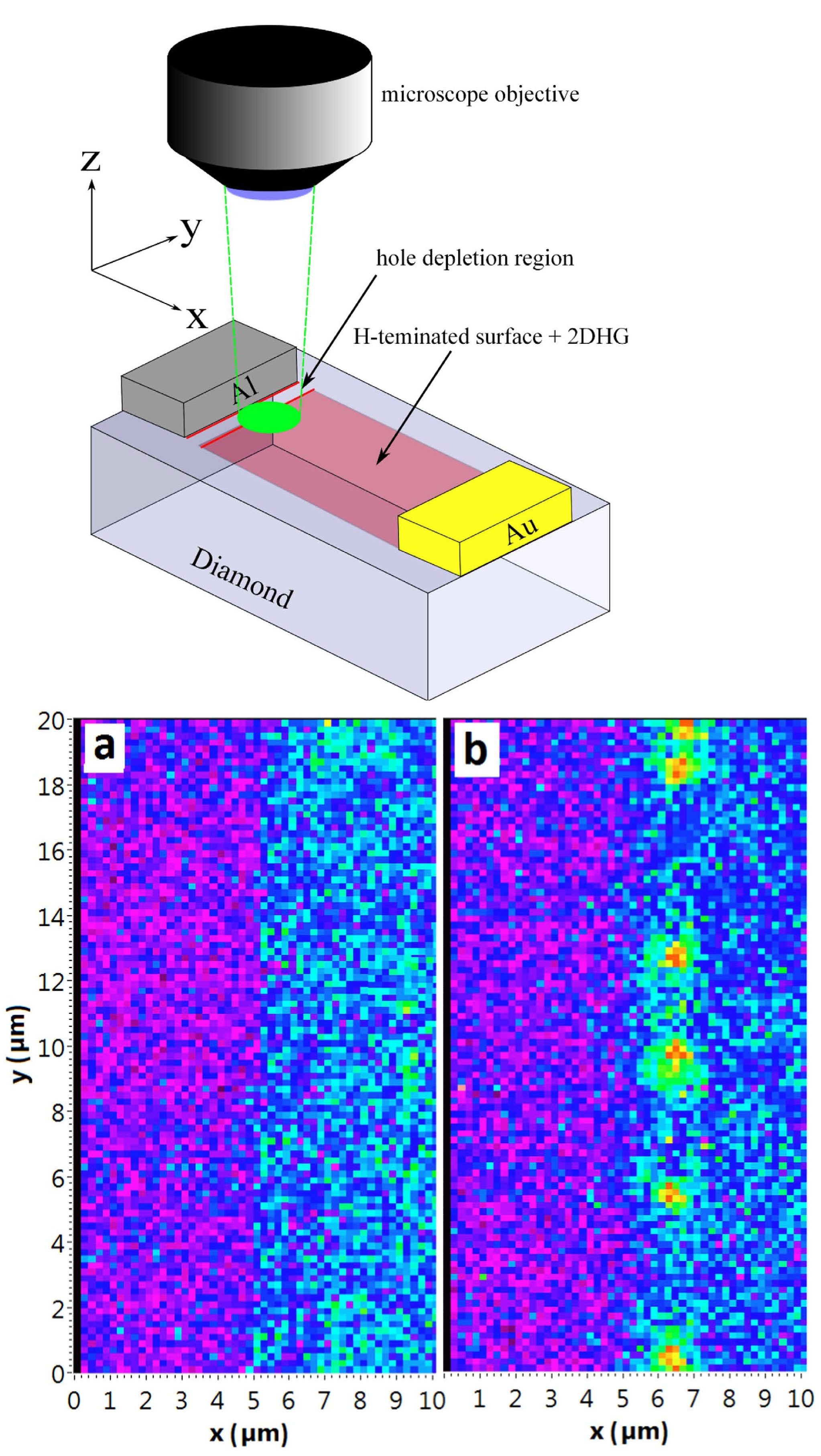
Просторові карти фотолюмінесценції до і після подачі напруги +20 В на площину діода Шотткі. Зверху зображено експеримент. На картах фотолюмінесценції виявлено перетворення окремих NV^{0}-центрів у NV^{-}-центри, які відображаються у вигляді яскравих точок.

З спектроскопічних досліджень з використанням оптичного поглинання, фотолюмінесценції, досліджень електронного парамагнітного резонансу та оптично детектованого магнітного резонансу, який може розглядатись як гібрид електронного парамагнітного резонансу та фотолюмінесценції, відомі два зарядових стана цього дефекту, нейтральний NV0 та негативний NV-; більшість деталей структури походять від ЕПР. Атом азоту з одного боку має п'ять валентних електронів. Три з них ковалентно зв'язані з атомами вуглецю, тоді як два інші залишаються не зв'язаними і називаються вільна пара. З іншого боку, у вакансії є три неспарених електрони. Два з них утворюють квазіковалентний зв'язок, а один залишається неспареним. Однак загальна симетрія є осьовою (тригональна C3V); це можна уявити, уявивши, як три неспарених вакансійних електрона постійно обмінюються своїми ролями.
Таким чином, NV0 має один неспарений електрон і є парамагнітним. Однак, незважаючи на великі зусилля, сигнали електронного парамагнітного резонансу від NV0 уникали виявлення протягом десятиліть до 2008 року. Для ЕПР-виявлення дефект NV0 необхідно ввести у збуджений стан; сигнали від основного стану, мабуть, занадто широкі для виявлення ЕПР.
Центри NV0 можна перетворити в NV-, змінивши положення рівня Фермі. Цього можна досягти, подаючи зовнішню напругу на p-n-перехід, виготовлений із легованого алмазу, наприклад, у діоді Шотткі.
У негативно зарядженому стані NV- додатковий електрон знаходиться на місці вакансії, утворюючи спін S = 1 пари з одним із вакансійних електронів. Як і в NV0, електрони вакансій «обмінюються ролями», зберігаючи загальну тригональну симетрію. Цей NV- стан є тим, що зазвичай і дещо неправильно називають «NV-центром». Нейтральний стан ще не досліджено щодо спінових маніпуляцій.
Центри NV орієнтовані хаотично в кристалі алмазу. Методи іонної імплантації можуть дозволити їх штучне створення в заздалегідь визначених положеннях.

## Створення
Азотно-заміщені вакансії, як правило, виробляються з одиночних центрів заміщення азотом (в літературі щодо алмазів вони називаються центрами С або Р1) шляхом опромінення з подальшим відпалюванням при температурі вище 700 °C. Для такого опромінення придатний широкий спектр високоенергетичних частинок, включаючи електрони, протони, нейтрони, іони та гамма-фотони. Опромінення створює вакансії решітки, які є частиною NV-центрів. Ці вакансії нерухомі при кімнатній температурі, і для їх переміщення необхідне відпалювання. Одиночні азотні заміщення створюють деформацію в алмазній решітці; отже, вони ефективно фіксують вакансії, що рухаються, виробляючи NV-центри.
Під час хімічного осадження з парової фази алмазу невелика частка домішки азоту (зазвичай <0,5 %) захоплюється вакансіями, що утворюються в результаті плазмового синтезу. Такі NV-центри переважно вирівнюються за напрямом росту.
Алмаз відомий тим, що має відносно велику деформацію решітки. Деформація розділяє і зміщує оптичні переходи окремих центрів, що призводить до широких ліній в ансамблях центрів. За особливої обережності можна отримати надзвичайно чіткі лінії NV-центрів (ширина лінії~10 МГц) необхідні для більшості експериментів: вибираються високоякісні, чисті природні або кращі синтетичні алмази (тип IIa). Багато з них вже мають достатню концентрацію вирощених NV-центрів і придатні для застосування. Якщо ні, вони опромінюються високоенергетичними частинками і відпалюються. Вибір певної дози опромінення дозволяє налаштувати концентрацію продукованих NV-центрів таким чином, щоб окремі NV-центри були розділені мікрометровими відстанями. Потім окремі NV-центри можна вивчати за допомогою стандартних оптичних мікроскопів, або, краще, оптичних мікроскопів ближнього поля з роздільною здатністю нижче мікрометра.

## Основні оптичні властивості

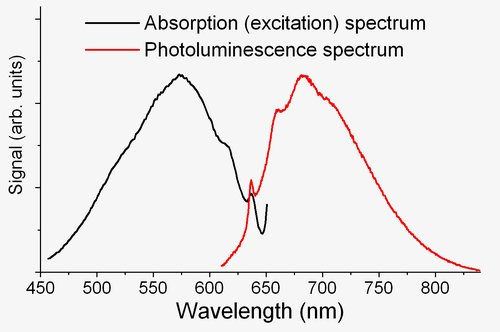
Оптичне поглинання та випромінювання NV^{−} центра при кімнатній температурі.

NV--центри випромінюють яскраво-червоне світло, яке може бути зручно збуджуватися видимими джерелами світла, такими як аргоновий або криптоновий лазери, Nd:YAG-лазери з подвоєнням частоти, лазери на барвниках або He-Ne лазери. Збудження також може бути досягнуто при енергіях нижче енергії нульового випромінювання фононів. Однак лазерне освітлення також перетворює деякі NV- в NV0-центри. Випромінювання відбувається дуже швидко (час релаксації ~ 10 нс). При кімнатній температурі різких піків не спостерігається через термічне розширення. Однак охолодження NV  — -центрів за допомогою рідкого азоту або рідкого гелію різко звужує лінії до ширини в кілька мегагерц.
Важливою властивістю люмінесценції від окремих NV--центрів є її висока часова стабільність. У той час як багато одномолекулярних випромінювачів відбілюються після випромінювання 106–108 фотонів, для NV-центрів не спостерігається відбілювання при кімнатній температурі.
Через ці властивості ідеальною методикою звернення до NV-центрів є конфокальна мікроскопія як при кімнатній, так і при низькій температурі. Зокрема, низькотемпературна робота потрібна лише при зверненні до конкретної нульової фононної лінії.

## Структура енергетичних рівнів та маніпулювання нею за допомогою зовнішніх полів

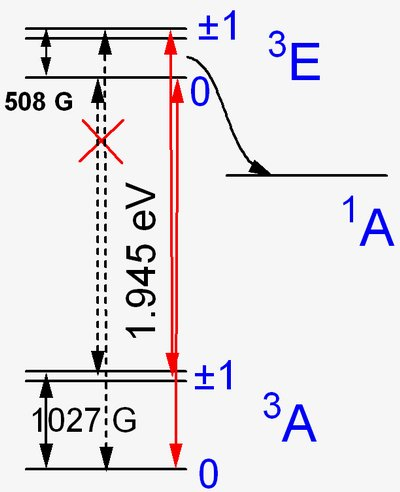
Схема структури енергетичних рівнів NV^{−}-центра. Переходи електронів між основним ^{3}A і збудженим ^{3}E станами, розділені 1.945 еВ (637 нм), створюють поглинання та люмінесценцію. Стан ^{3}A розділений магнітним полем 1027 Гаус (~12 мкеВ) а стан ^{3}E розділений магнітним полем 508 Гаус (~5.9 мкеВ). Числа 0, ± 1 означають значення спіну; розщеплення внаслідок виродження орбіти не показано.

Загалом NV--центр має триплет основного стану (3A), триплет збудженого стану (3E) і синглет проміжного стану (1A). І 3A, і 3E містять спінові стани ms=±1, де спіни двох електронів вирівняні (або вгору, так що ms=+1 або вниз, так що ms=-1), і спіновий стан ms=0, коли спіни електрів є антипаралельними. Завдяки магнітній взаємодії енергія стану ms=±1 вища, ніж енергія стану ms=0. Однак 1A, містить лише синглет спінового стану зі спіном 0. Якщо зовнішнє магнітне поле прикладене вздовж осі дефекту (осі, що перетинає атом азоту та вакансію) NV−-центра, це не впливає на стан ms= 0, але розділяє ms =±1 рівні (ефект Зеемана).
За відсутності зовнішнього магнітного поля основний та збуджений стани розбиваються за допомогою магнітної взаємодії між двома неспареними електронами в NV−-центрі (див. Мікроскопічну модель): коли два електрони мають паралельні спіни ms=±1), їх енергія вища, ніж коли спіни антипаралельні (ms=0). Чим далі електрони віддалені один від одного, тим слабша енергія їх взаємодії D (приблизно D ~1/r3). Таким чином, менше розщеплення в збудженому стані можна розглядати з точки зору більшого електрон-електронного розщеплення в збудженому стані. Коли зовнішнє магнітне поле застосовується до NV--центру, це не впливає на стани ms=0, ані на стан 1A (оскільки він має S = 0), але воно розщеплює рівні ms =±1. Якщо магнітне поле орієнтоване вздовж осі дефекту і досягає приблизно 1027 Гаус (або 508 Гаус), тоді стани ms = –1 і ms =0 в основному (або збудженому) стані стають рівними по енергії; вони сильно взаємодіють, що призводить до так званої спінової поляризації, яка сильно впливає на інтенсивність оптичного поглинання та переходів люмінесценції за участю цих станів.
Це трапляється тому, що переходи між електронними станами опосередковані фотоном, який не може змінити загальний спін. Таким чином, оптичні переходи повинні зберігати загальний спін і відбуватися між рівнями одного і того ж повного спіна. З цієї причини переходи 3E ↔ 1A та 1A ↔ 3A є невипромінюючими та гасять люмінесценцію. Хоча перехід ms =−1 (збуджений стан) ↔ ms =0 (основний стан) у відсутності зовнішнього магнітного поля, є забороненим, коли магнітне поле змішує рівні ms =−1 та ms =0 у основному стані. Як вимірюваний результат цього явища, інтенсивність люмінесценції може бути сильно модульована магнітним полем.
Важливою властивістю непроменевого переходу між 3E і 1A є те, що він сильніший для ms=±1 і слабший для ms=0. Ця властивість призводить до дуже корисної маніпуляції з NV-центром, яка називається оптичною спіновою поляризацією. По-перше, розглянемо позарезонансне збудження, яке має більш високу частоту (як правило, 2,32 еВ (532 нм)), ніж частоти всіх переходів, і, отже, лежить у вібронних смугах для всіх переходів. Використовуючи імпульс цієї довжини хвилі, можна збуджувати всі спінові стани і також створювати фонони. Для спінового стану з ms=0, завдяки збереженню спіна при переході, він буде збуджуватися до відповідного стану ms=0 в 3E, а потім повернеться до початкового стану. Однак для спінового стану з ms=±1 в 3A після збудження він має відносно високу ймовірність перейти до проміжного стану 1A шляхом невипромінюючого переходу і переходу у основний стан з ms=0. Після достатньої кількості циклів стан NV-центру можна розглядати як ms=0 стан. Такий процес може бути використаний при ініціалізації квантового стану при квантовій обробці інформації.
Існує додатковий поділ рівня в збудженому стані  3  E внаслідок виродження орбіти та спін-орбітальної взаємодії. Важливо, що це розщеплення можна модулювати, застосовуючи статичне електричне поле, подібним чином до механізму модуляції магнітним полем, описаного вище, хоча фізика розщеплення дещо складніша. Проте важливим практичним результатом є те, що інтенсивність і положення ліній люмінесценції можна модулювати, застосовуючи електричні та/або магнітні поля.
Різниця в енергії між станами ms =0 та ms =±1 відповідає мікрохвильовому діапазону. Таким чином, опромінюючи NV-центри НВЧ-випромінюванням, можна змінити відносну заселеність цих рівнів, тим самим знову модулюючи інтенсивність люмінесценції.
Існує додаткове розщеплення енергетичного рівня ms =±1, що походить від «надтонкої» взаємодії між ядерним та електронним спінами. Таким чином, нарешті, оптичне поглинання та люмінесценція від NV--центру складається приблизно з дюжини різких ліній з поділом у діапазоні МГц-ГГц, і всі ці лінії можуть бути розділені за умови належної підготовки зразка. Інтенсивність та положення цих ліній можна модулювати за допомогою таких інструментів:
1. Амплітуда та орієнтація магнітного поля, яке розділяє рівні ms =±1 в основному та збудженому станах.
2. Амплітуда та орієнтація деформацій, яку можна застосувати, наприклад, стискаючи алмаз. Подібні ефекти можна викликати, застосовуючи електричне поле,[14][21] а електричним полем можна керувати з набагато більшою точністю.
3. Безперервно-хвильове мікрохвильове випромінювання, яке змінює заселеність підрівнів всередині основного та збудженого стану.[21]
4. Налаштовуємий лазер[en], який може вибірково збуджувати певні підрівні основного та збудженого стану.[21][22]
5. На додаток до цих статичних збурень, численні динамічні ефекти (спінове відлуння, осциляції Рабі тощо, можна використовувати, застосовуючи ретельно розроблену послідовність мікрохвильових імпульсів.[23][24][25][26][27] Перший імпульс когерентно збуджує електронні спіни, і ця когерентність потім маніпулюється і зондується наступними імпульсами. Ці динамічні ефекти досить важливі для практичної реалізації квантового комп'ютера, яка повинна працювати на високій частоті. Описана вище енергетична структура аж ніяк не є винятковою для дефекту алмазу або іншого напівпровідника.[28] Не лише ця структура, а поєднання кількох сприятливих факторів (попередні знання, легке виготовлення та збудження тощо) сприяли використанню NV--центрів.

Структура енергетичного рівня NV--центру була встановлена шляхом поєднання оптично дтектованого магнітного резонансу, електронного парамагнітного резонансу та теоретичних результатів, як показано на малюнку. Зокрема, було проведено декілька теоретичних робіт з використанням підходу «Лінійна комбінація атомних орбіталей» для побудови електронних орбіталей для опису можливих квантових станів, розглядаючи NV-центр як молекулу. Більше того, використовуються результати теорії груп, щоб врахувати симетрію кристала алмазу, а отже і симетрію самого NV. Рівні енергії позначаються відповідно до теорії груп, зокрема, позначаються після незвідні представлення групи симетрій C3V центру дефекту, A1, A2 та E. Числа 3 у 3A та 1 у 1A представляють кількість допустимих спінових станів ms або кратність спіну, які варіюються від -S до S загалом 2S+1 можливий стан. Якщо S =1, ms може бути -1, 0 або 1. Рівень 1A насправді складається з двох рівнів зі слабким променевим переходом між ними в ближній ІЧ-області.

## Спінова динаміка

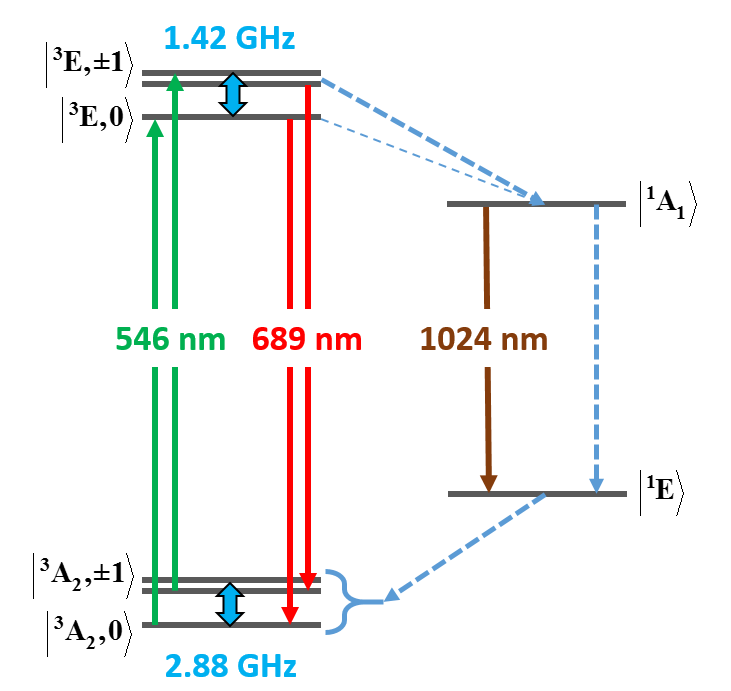
Спінова динаміка в NV^{-}-центрі на алмазі. Первинний перехід між триплетним основним та збудженим станами переважно зберігає спін. Розпад через проміжні синглети породжує спінову поляризацію, переважно перемикаючи спін з m_{s} = ±1 на m_{s} = 0. Показані довжини хвиль і поглинання, і випромінювання, оскільки вони відрізняються через стоксів зсув. (Виправлення: Довжина хвилі переходу ^{1}E-^{1}A повинна становити 1042 нм.)

Думаючи про NV--центр як про багатоелектронну систему, ми можемо намалювати діаграму на малюнку зліва, де стани позначені відповідно до їх симетрії та лівим верхнім індексом, що вказує 3, якщо це триплет (S = 1) і з 1, якщо це синглет (S = 0). Сьогодні загальноприйнято, що ми маємо два триплетні стани та два проміжні синглетні стани.
Оптичні збудження зберігають спіновий стан, але існує велика ймовірність станів,{\textstyle \left|^{3}{\text{E}},\pm 1\right\rangle } що розпадаються без випромінювання до синглетного стану{\textstyle \left|^{1}{\text{A}}_{1}\right\rangle }, це явище називається міжсистемним перетином (ISC). Це відбувається з помітною швидкістю, оскільки крива енергії в залежності від положення атомів для стану {\textstyle \left|^{3}{\text{E}},\pm 1\right\rangle } перетинає криву для стану {\textstyle \left|^{1}{\text{A}}_{1}\right\rangle }. Отже, протягом деякого моменту під час коливальної релаксації, яку зазнають іони після збудження, спін може перевертатися з невеликою енергією або відсутністю енергії, необхідної для переходу. Важливо зазначити, що цей механізм також веде до переходу від {\textstyle \left|^{3}{\text{E}},0\right\rangle } до {\textstyle \left|^{1}{\text{A}}_{1}\right\rangle }, але швидкість цього міжсистемного перетину набагато нижча, ніж станів {\textstyle \left|^{3}{\text{E}},\pm 1\right\rangle }, тому цей перехід позначається тонкою лінією. Діаграма також показує невипромінюючі та інфрачервоні конкуруючі шляхи розпаду між двома синглетними станами та тонке розщеплення в триплетних станах, різниця в енергії яких відповідає мікрохвильовим частотам.
Деякі автори пояснюють динаміку NV--центру, визнаючи, що перехід від {\textstyle \left|^{1}{\text{E}}\right\rangle } до {\textstyle \left|^{3}{\text{A}}_{2},\pm 1\right\rangle } невеликий, але як показують Robledo та інші, лише той факт, що ймовірність розпаду до {\textstyle \left|^{1}{\text{A}}_{1}\right\rangle } менше ніж {\textstyle \left|^{3}{\text{E}},0\right\rangle }, то для {\textstyle \left|^{3}{\text{E}},\pm 1\right\rangle } достатньо, щоб поляризувати спін до ms = 0.

## Потенційні застосування

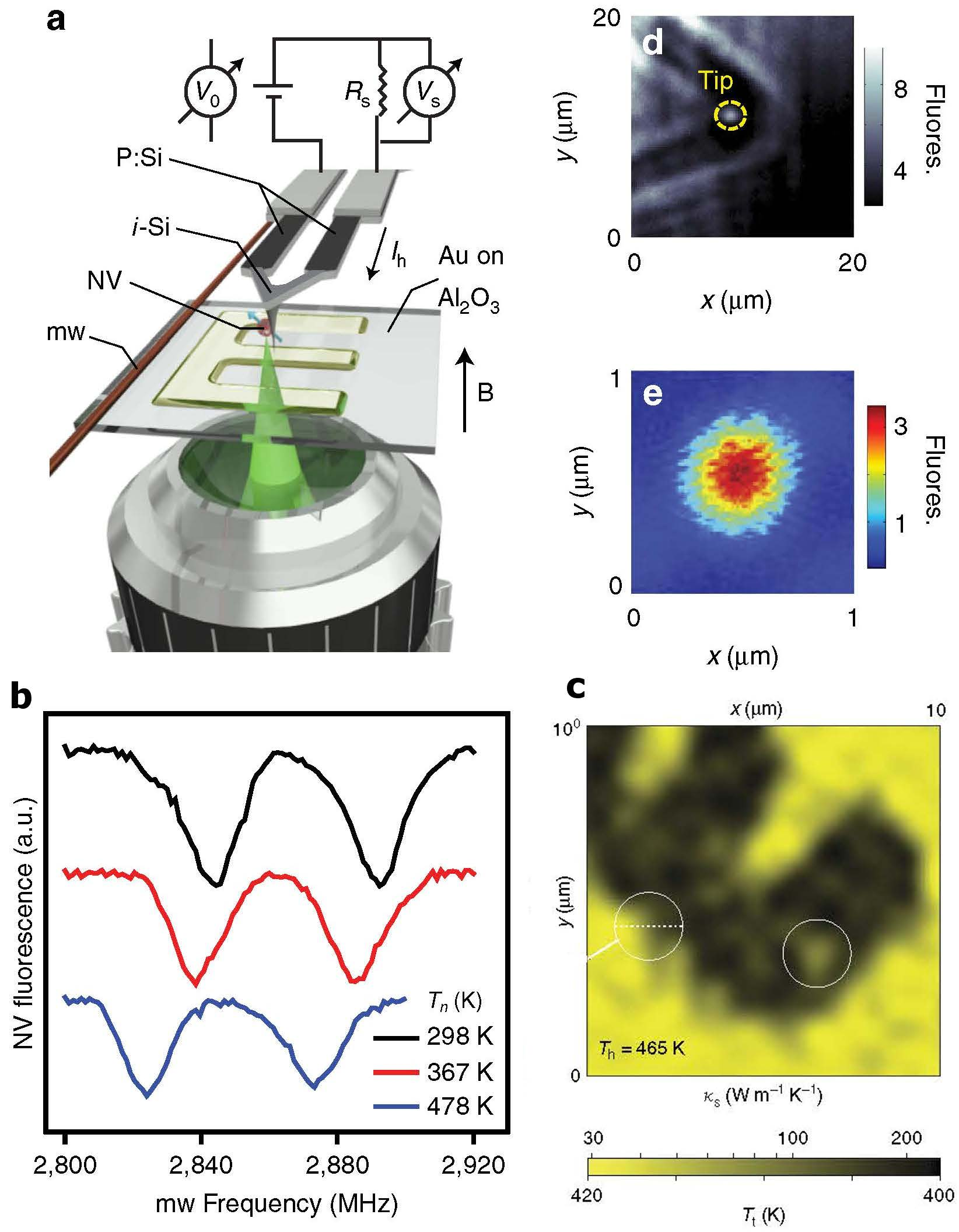
Скануюча термічна мікроскопія за допомогою NV-центру.
(a) Схема експериментальної установки. Електричний струм подається на плечі кантилевера атомно-силового мікроскопа (Si, легований фосфором, P: Si) і нагріває кінцеву секцію над кінчиком (нелегований Si, i-Si). Нижня лінза збуджує нанокристал алмазу зеленим лазерним світлом і збирає фотолюмінесценцію. Кристал містить NV-центр і прикріплений до наконечника атомно-силового мікроскопа. Дріт на поверхні зразка служить джерелом мікрохвильового випромінювання. Температура кантилевера T_{h} визначається з прикладеного струму та напруги.
(b) спектри оптично детектованого магнітного резонансу NV-центру при трьох температурах. Розщеплення лінії відбувається від прикладеного магнітного поля ∼1 мТл.
(c) Теплопровідність зображення золотої літери Е на сапфірі. Білі кола вказують на особливості, які не співпадають з топографією атомно-силового мікроскопа.
(d) Фотолюмінісцентне зображення кінчика кантилевера атомно-силового мікроскопа і точки, де нанокристал алмазу відображається як яскрава пляма.
(e) Збільшене фотолюмінісцентне зображення NV-центру в d.

### Датчики
Спектральна форма та інтенсивність оптичних сигналів від NV--центрів чутливі до зовнішніх збурень, таких як температура, деформація, електричне та магнітне поле. Однак використання спектральної форми для зондування цих збурень недоцільно, оскільки алмаз повинен охолоджуватися до кріогенних температур, щоб посилити сигнали NV-. Більш реалістичним підходом є використання інтенсивності люмінесценції (а не форми лінії), яка виявляє різкий резонанс, коли на алмаз діє мікрохвильова частота, яка відповідає розщепленню рівня основного стану. Отримані сигнали оптично детектованого магнітного резонансу є чіткими навіть при кімнатній температурі і можуть бути використані в мініатюрних датчиках. Такі датчики можуть виявляти магнітні поля у кілька нанотесла або електричні поля приблизно 10 В/см на кілогерцових частотах через 100 секунд усереднення. Ця чутливість дозволяє виявляти магнітне або електричне поле, створюване одним електроном, розташованим на десятки нанометрів від NV--центру.
Використовуючи той самий механізм, NV--центри використовувались в скануючої термічної мікроскопії для вимірювання просторових карт температури та теплопровідності з високою роздільною здатністю (див. Зображення).
Іншим можливим використанням NV--центрів є детектор для вимірювання повного тензора механічних напружень в основній масі кристалу. Для цього застосування використано напружене розщеплення нульової фононної лінії та її поляризаційні властивості. Надійний частотно-модульований радіоприймач, що використовує електронно-спінову фотолюмінесценцію, який працював до 350 °C, продемонстрував можливість використання в екстремальних умовах.

### Зображення процесів у живих клітинах
Люмінесценція з NV--центрів може застосовуватися для зображення біологічних процесів, таких як потоки рідини в живих клітинах. Це застосування покладається на хорошу сумісність алмазних наночастинок з живими клітинами та на сприятливі властивості фотолюмінесценції NV--центрів (сильна інтенсивність, легке збудження та виявлення, часова стабільність тощо). У порівнянні з великими монокристалічними алмазами нанодіаманти дешеві (близько 1 дол. США за грам) і доступні у різних постачальників. NV--центри виробляються в порошках алмазів із розміром частинок до мікрометра, використовуючи стандартний процес опромінення та відпалювання, описаний вище. Завдяки відносно невеликому розміру наноалмаза, NV-центри можуть бути отримані шляхом опромінення наноалмазу розміром 100 нм або менше пучком Н+ із середньою енергією. Цей метод зменшує необхідну дозу іонів, що дозволяє масово отримувати флуоресцентні наноалмази у звичайній лабораторії. Флуоресцентний наноалмаз, вироблений таким методом, яскравий і фотостабільний, що робить його чудовим для тривалого тривимірного відстеження одиничної частинки в живій клітині. Ці наноалмази вводяться в клітину, і їх люмінесценція контролюється за допомогою стандартного флуоресцентного мікроскопа.
У подальшому щодо NV--центру було висунуте припущення, що він є потенційною біоміметичною системою для емуляції спінової динаміки радикальних пар пташиного компаса.

### Мазер
Було продемонстровано вимушене випромінювання від NV--центру, хоча його можна було досягти лише з бічної смуги фононів (тобто широкосмугового світла), а не з нульової фононної лінії. Для цього центр повинен збуджуватися на довжині хвилі, що перевищує ~650 нм, оскільки збудження з більшою енергією іонізує центр.
Продемонстровано перший мазер безперервної хвилі при кімнатній температурі. Він використовував NV--центри, які накачувались випромінюванням з довжиною хвилі 532 нм, і утримувались в мікрохвильовому резонаторі з високимкоефіцієнтом Перселла у зовнішньому магнітному полі 4300 Гаус. Безперервне коливання мазера генерувало когерентний сигнал на ~9,2 ГГц.

### Квантовий комп'ютер
NV-центр може мати дуже довгий час когерентності спінів, наближаючись до другого режиму.[прояснити] Це вигідно для застосувань у квантових датчиках і квантових комунікаціях. Невигідним для цих застосувань є великий термін випромінювання (~ 12 нс) NV-центра та наявність сильної фононної бічної смуги у його спектрі випромінювання. Обидва питання можна вирішити, помістивши NV-центр у оптичну порожнину.
Нанорозмірні алмази з NV-центром можуть використовуватись як джерело одиничних фотонів з швидкістю генерації {\displaystyle 5\cdot 10^{7}} фотонів за секунду. Також досягнута генерація лінійно поляризованих фотонів з швидкістю генерації {\displaystyle 8,5\cdot 10^{5}} фотонів за секунду.
NV-центри можуть використовуватись для побудови квантової пам'яті з потоковим кубітом та трансмонним кубітом. Також досліджується квантове заплутування між одиничним фотоном і спіном NV-центра.

## Історичні примітки
Мікроскопічна модель та більшість оптичних властивостей ансамблів NV--центрів були надійно встановлені в 1970-х роках на основі оптичних вимірювань у поєднанні з одновісним напруженням і завдяки електронному парамагнітному резонансу. Однак незначна помилка в результатах електронного парамагнітного резонанса (передбачалося, що для спостереження сигналів електронного парамагнітного резонанса NV- потрібне освітлення) призвела до неправильних призначень кратності в структурі рівня енергії. У 1991 році було показано, що електронний парамагнітний резонанс можна спостерігати без освітлення, що встановило схему рівня енергії, показану вище. Магнітне розщеплення в збудженому стані було виміряно зовсім недавно.
Характеристика окремих NV--центрів на сьогоднішній день стала дуже конкурентою сферою, коли багато десятків робіт опубліковано в найпрестижніших наукових журналах. Один з перших результатів було опубліковано ще в 1997 році. У цій роботі було продемонстровано, що флуоресценція поодиноких NV--центрів може бути виявлена за допомогою флуоресцентної мікроскопії при кімнатній температурі, і що дефект демонструє ідеальну фотостійкість. Також було продемонстровано одну з видатних властивостей NV-центру, а саме оптично детектований магнітний резонанс при кімнатній температурі.